# Феодосий (Орехов)
Феодо́сий (в миру Фео́дор Васи́льевич Оре́хов; 1829—1885) — архимандрит Русской православной церкви, настоятель Артемиево-Веркольского монастыря.

## Биография
Феодор Орехов родился в 1829 году в Орле в семье обер-офицера Василия и его супруги Варвары. Учился в Орловской мужской гимназии и в Горыгорецком земледельческом институте.
В 1854 году поступил в Кирилло-Новоезерский монастырь и жил там в качестве богомольца; в 1856 году перешёл в Кожеозерскую общежительную пустынь Архангельской губернии, где в 1857 году был зачислен в послушники и 5 июня 1860 года пострижен в монашество с именем Феодосия.
Смиренно исполняя все возлагаемые на него послушания (печение просфор, обязанности келаря), Феодосий в 15 июля 1861 года был рукоположен в иеродиакона, 16 июля — в иеромонаха.
26 июля 1861 года Феодосий Орехов назначен строителем бывшей Веркольской пустыни находившейся в весьма жалком положении. На долю Феодосия выпало оживить эту обитель. Его неусыпными трудами сделано было то, что Веркольская пустынь не только обновилась зданиями, но настолько обогатилась материальными средствами, что имела возможность широко развить свою благотворительную деятельность. Странники, болеющие и маломощные старики и старухи имели в ней не только приют, но и все необходимое для пропитания и одежды; даже местные крестьяне в случайной нужде получали утешение и поддержку в обители.
При пустыни были открыты два сельских училища, приют и ремесленные мастерские; кроме того, обитель весьма отзывчиво относилась ко всем общеепархиальным нуждам, жертвуя крупные суммы на духовно-учебные заведения, церковно-приходские школы и особенно на возобновление древнего Печенгского монастыря.
Заслуживает внимания и просветительная деятельность отца Феодосия: он не только облагораживающим образом влиял на нравы окружающего населения примером своей праведной жизни, проводимой в молитве и трудах, но еще издал десятки тысяч брошюр и листков религиозно-нравственного содержания, например «О роскоши и пьянстве» и по поводу 300-летия со для кончины преподобного Трифона Печенгского.
Неутомимый в трудах и неподражаемый по благотворительности, отец Феодосий 17 января 1865 года посвящен был в игумены и 21 ноября 1882 года возведен в сан архимандрита. Он был монахом-подвижником в самом строгом смысле: при большой умеренности в пище спал на голых досках, с камнем под головой. По кончине своей оставил незабвенную память устройством каменных стен кругом монастыря, высокой красивой колокольни и двух церквей в окрестностях монастыря.
Скончался в ночь на 22 апреля 1885 года во вверенной ему обители, где по сей день служат службы в память о нём.